# Andrejs Pumpurs
Andrejs Pumpurs (22. září 1841 – 19. července 1902 Riga) byl lotyšský básník a jeden z hlavních představitelů lotyšského národního romantismu. Jeho nejznámější dílo je epos Lāčplēsis (1888). Účastnil se také rusko-turecké války (1877–1878).

## Život
Studoval na farní škole v Lielvārde (1853–1856), po ukončení studia pracoval na farmě svého strýce.
Pracoval pro firmy Rihardse Tomsonse v Rize a společně s Bernhardsem Dīriķem otevřel knihkupectví.
Roku 1876 Andrejs Pumpurs opustil Lotyšsko, v Moskvě se rozhodl pro kariéru topografa a jako dobrovolník vstoupil do armády. Zúčastnil se boje proti Turkům na Balkáně. Během této doby začal pracovat na prvních zpěvech lotyšského eposu Lāčplēsis, využívajících prvků lidových příběhů a legend. V roce 1880 se vrátil do Rigy. Od roku 1895 pracoval jako vojenský úředník v Daugavpilsu. V Daugavpilsu se setkal s Ansisem Gulbisem, který se později stal vydavatelem jeho děl. Andrejs Pumpurs zemřel na revma v roce 1902.

## Literární činnost
První báseň Andrejse Pumpurse s názvem „Hīna kaps“ vyšla v roce 1869 v novinách Baltijas Vēstnesis. V roce 1888, během Třetího všelotyšského svátku písní, zveřejnil epos „Lāčplēsis“. Jeho první a jediná sbírka poezie „Tēvijā un svešumā” byla vydána v roce 1890, sbírku statí „No Daugavas līdz Donavai” publikoval v roce 1895.